# Свіфт-Трейл-Джанкшн
Свіфт-Трейл-Джанкшн (англ. Swift Trail Junction) — переписна місцевість (CDP) в США, в окрузі Грем штату Аризона. Населення — 2810 осіб (2020).

## Географія
Свіфт-Трейл-Джанкшн розташований за координатами 32°43′38″ пн. ш. 109°43′5″ зх. д. / 32.72722° пн. ш. 109.71806° зх. д. (32.727193, -109.718114).  За даними Бюро перепису населення США в 2010 році переписна місцевість мала площу 9,59 км², з яких 9,50 км² — суходіл та 0,09 км² — водойми.

## Демографія
Згідно з переписом 2010 року, у переписній місцевості мешкало 2935 осіб у 588 домогосподарствах у складі 432 родин. Густота населення становила 306 осіб/км².  Було 679 помешкань (71/км²).
Расовий склад населення:
| - 70,2 % — білих - 5,6 % — чорних або афроамериканців - 5,0 % — корінних американців - 1,3 % — азіатів - 0,7 % — вихідців з тихоокеанських островів - 12,1 % — осіб інших рас |

До двох чи більше рас належало 5,0 %. Частка іспаномовних становила 39,7 % від усіх жителів.
За віковим діапазоном населення розподілялося таким чином: 17,3 % — особи молодші 18 років, 76,7 % — особи у віці 18—64 років, 6,0 % — особи у віці 65 років та старші. Медіана віку мешканця становила 35,5 року. На 100 осіб жіночої статі у переписній місцевості припадало 261,9 чоловіків;  на 100 жінок у віці від 18 років та старших — 337,9 чоловіків також старших 18 років.
Середній дохід на одне домашнє господарство  становив 56 333 долари США (медіана — 47 226), а середній дохід на одну сім'ю — 59 397 доларів (медіана — 47 436). Медіана доходів становила 39 722 долари для чоловіків та 41 625 доларів для жінок. За межею бідності перебувало 27,0 % осіб, у тому числі 38,8 % дітей у віці до 18 років та 2,5 % осіб у віці 65 років та старших.
Цивільне працевлаштоване населення становило 901 осіб. Основні галузі зайнятості: мистецтво, розваги та відпочинок — 23,8 %, освіта, охорона здоров'я та соціальна допомога — 19,0 %, сільське господарство, лісництво, риболовля — 15,5 %.